# Silbervogel
Silbervogel (hrv. srebrna ptica) bio je nacrt za podorbitalnog bombardera s raketnim pogonom na tekuće gorivo. Izrađen je koncem 1930-ih godina od Eugena Sängera i Irene Sänger-Bredt po nalogu i za potrebe Trećeg Reicha.
Jedinstven je po kombinaciji tadašnje nove raketne tehnike s tehnikom jedrenja. Nacrt je odbačen kao previše složen i preskup za provedbu. 
Letovi su trebali biti realizirani uz pomoć niza kratkih "skokova".  Zrakoplov je trebao biti ubrzan dodatnim raketnim pogonom duž 3 km duge željezničke pruge te vlastitim pogonom uzletjeti do visine od 145 km. Tada bi se postupno spuštao u stratosferu, gdje bi veća gustoća zraka stvorila uzgon koji bi uzrokovao "skok" na veću nadmorsku visinu. Zbog otpora zraka svaki taj skok bi bio manji od prethodnog.
Time bi Silbervogel mogao preletjeti Atlantik, ispustiti bombu od 4000 kilograma iznad Sjeverne Amerike i zatim nastaviti let do japanskog djela Tihog oceana. 

## Poslijeratno razdoblje
Nakon okončanja Drugog svjetskog rata, Sänger i Bredt počinju raditi za francusku vladu te 1949. godine osnivaju  Fédération Astronautique. U to vrijeme dolazi do pokušaja otmice Eugena Sängera od strane agenata Sovjetskog Saveza koji je bio zainteresiran za daljni razvoj tog zrakoplova.